# سهمیه واردات
سهمیه واردات، (به انگلیسی: Import quota) محدودیت قانونی برای حمایت از کالاهای داخلی که به صورت سهمیه وارداتی برای کالاهای خارجی به وجود می‌آید و بر مبنای آن حداکثر میزان واردات کالاهای خاص، مشخص می‌شود.
تعیین سهمیه برای واردات نوعی دخالت مستقیم دولت در امر واردات است. استفاده از این ابزار بدین گونه است که دولت با توجه به شرایط اقتصادی و تجاری کشور، به منظور پشتیبانی از صنایع داخلی، جلوگیری از خروج ارز و برقراری تعادل در تراز بازرگانی برای ورود کالاهای خاصی سهمیه تعیین می‌کند. به بیان دیگر دولت حداکثر مقدار مجاز ورود یک کالا به کشور را تعیین و اعلام می‌کند.
واردات به کالاهایی که در کشور یا کشورهایی ساخته یا فراهم شده و از راه تجاری به یک کشور دیگر وارد گردد، واردات گفته می‌شود. معمولاً" چون تهیهٔ پاره‌ای کالا برای برخی کشورها امکان‌پذیر نبوده یا از نظر اقتصادی مقرون به صرفه نمی‌باشد، لذا آنان با استفاده از کالاهای وارداتی نیازمندی‌های خود را تامین می‌کنند. شرایط جوی و وضع آب و هوا از جمله عوامل تعیین کننده ضرورت و میزان واردات است. مثلاً" چون رشد و نمو گیاهان و میوه‌های گرمسیری یا استوائی برای کشورهای مناطق معتدله یا سردسیر امکان‌پذیر نیست، بنابراین با وارد کردن این گونه میوه‌ها، نیازمندی ساکنان این کشورها را تأمین می‌کنند.
مسئله تخصص، کارگر و قابلیت زمین نیز از جمله عوامل مؤثر در میزان واردات است. غالب کشورها در برابر واردات، کالاهایی را که در داخل تهیه می‌کنند به کشورهای دیگر نیز صادر می‌نمایند، و سعی می‌کنند تا میان واردات و صادرات حداقل، تعادل مناسبی برقرار باشد و کوشش می‌کنند صادراتشان بر وارداتشان فزونی گیرد. به‌طور کلی اقتصاد سالم و معقول آن است که صادرات بر واردات فزونی داشته باشد. در مورد کالاهای استراتژیک مانند نفت، گاز، تعیین میزان واردات یا صادرات بر اساس اصول و اتفاق‌های سیاسی انجام می‌شود.